# Aspasia epidendroides
Aspasia epidendroides es una especie de orquídea epifita originaria de Guatemala hasta el norte de Sudamérica.

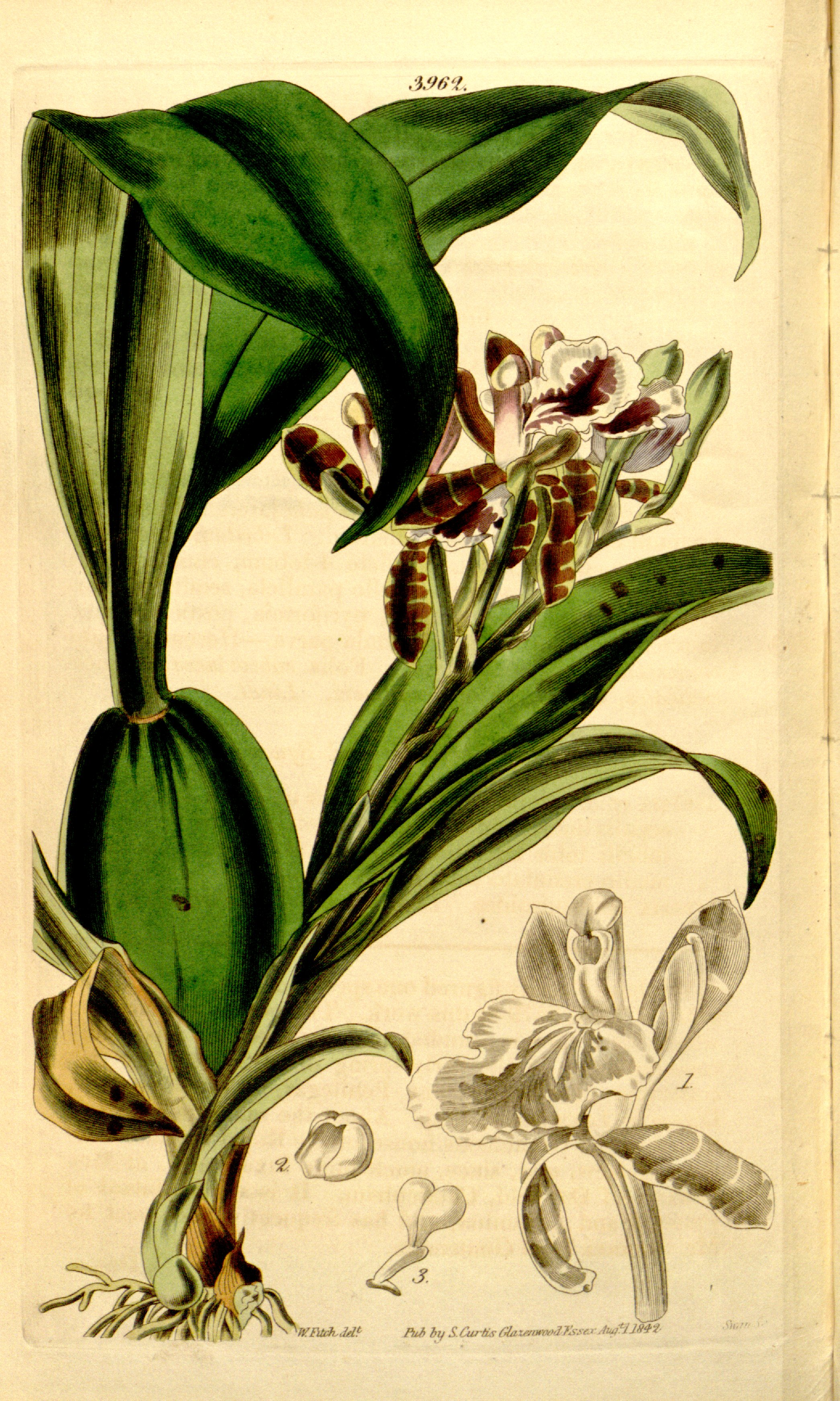
Ilustración

## Descripción
Tiene pseudobulbos muy comprimidos de 6–13 cm de largo y 2–6 cm de ancho, apicalmente 2–3-foliados. Las hojas de 15–30 cm de largo y 3–5 cm de ancho. Las flores con los sépalos amarillo-verdosos con manchas transversales café-purpúreas en los bordes y los pétalos café-rosados con la base rojo acarminada; sépalo dorsal de 24 mm de largo y 8 mm de ancho, los sépalos laterales 20 mm de largo y 8 mm de ancho; pétalos 20 mm de largo y 8 mm de ancho; labelo ligeramente panduriforme de 20 mm de largo y 15 mm de ancho, el disco con 2 callos longitudinales; la columna de 1.7 cm de largo; el ovario de 2.5 cm de largo, pedicelado.

## Distribución y hábitat
Se distribuye por Costa Rica, El Salvador, Guatemala, Honduras, Panamá, Colombia y Nicaragua donde es común en los bosques húmedos de la zona del Atlántico en alturas de 0–400 (900) metros. Produce la floración en los meses de enero–marzo Los pseudobulbos y las hojas de esta especie son muy variables en tamaño, pueden ser muy alargados y angostos o cortos y anchos.

## Taxonomía
Aspasia epidendroides fue descrita por John Lindley y publicado en The Genera and Species of Orchidaceous Plants 139. 1832.
Etimología
El nombre Aspasia procede del griego, y significa amable, agradable; nombrada por Aspasia de Mileto, la esposa ateniense de Pericles.
epidendroides: epíteto latino que significa "como Epidendrum".
Sinonimia
- Odontoglossum aspasia Rchb.f. in W.G.Walpers, Ann. Bot. Syst. 6: 851 (1864).
- Aspasia fragrans Klotzsch, Index Seminum (B) 1853: 12 (1853).
- Aspasia barclayi Rolfe, Bull. Misc. Inform. Kew 1892: 210 (1892).[1]